# Moropus
A Moropus az emlősök (Mammalia) osztályának páratlanujjú patások (Perissodactyla) rendjébe, ezen belül a fosszilis Chalicotheriidae családjába tartozó nem.

## Tudnivalók
A Moropus (magyarul: „lassú láb”), egy kihalt emlős, amely a kihalt chalicotheriidae családba tartozott. A chalicotheriidae-fajok páratlanujjú patások voltak, így rokonságban álltak a lovakkal, az orrszarvúfélékkel és a tapírokkal. A Moropus a miocén kor idején élt.
Mint más chalicotheriidae-fajoknak, a Moropusnak is nagy karmai voltak a mellső lábain. Ezeket a karmokat védekezésre vagy/és táplálékkeresésre használta az állat. A Moropus marmagassága 240 centiméter volt.

## Rendszerezés
A nembe az alábbi 7 faj tartozik:
- Moropus distans Marsh, 1877 - típusfaj
- Moropus elatus  Marsh, 1877
- Moropus hollandi  Peterson, 1907
- Moropus matthewi  Holland & Peterson, 1913
- Moropus merriami  Peterson, 1914
- Moropus oregonensis Leidy, 1873
- Moropus senex Marsh, 1877

## Lelőhelyek
A Moropus kövületeket Észak-Amerikában fedezték fel.